# 1984 (1956년 영화)
《1984》는 영국에서 제작된 마이클 앤더슨 감독의 1956년 흑백 SF 영화이다. 에드먼드 오브라이언 등이 출연하였고, N. 피터 래스번 등이 제작에 참여하였다.

## 출연진
- 에드먼드 오브라이언
- 마이클 레드그레이브
- 잰 스털링
- 데이비드 코소프
- 머빈 존스
- 도널드 플레전스
- 패트릭 앨런
- 마이클 리퍼
- 유언 솔런

## 기타 제작진
- 배역: R. 레너드